# Combined Joint Staff Exercise (CJSE 19)
Combined Joint Staff Exercise (CJSE 19) är en svensk militärövning där ledningsträning gjordes tillsammans med Försvarsmakten och Försvarshögskolan. Övningen genomfördes på tre olika platser, Enköping, Uppsala och Karlskrona.
Övningen CJSE 19 hade ett deltagarantal på 1200 personer och pågick 1-11 april 2019. Deltagande nationer var: Sverige, Norge, Finland, Sydkorea, USA, Nederländerna, Georgien, Schweiz, Estland och Österrike.